# Lothar Thoms
Lothar Thoms (n. 18 mai 1956, Guben, Brandenburg, Germania – d. 5 noiembrie 2017, Forst (Lausitz), Brandenburg, Germania) a fost un ciclist german, medaliat olimpic. A participat la o ediție a Jocurilor Olimpice (1980) în care a câștigat o medalie de aur.

## Participări
Lista de mai jos prezintă principalele competiții la care a participat Lothar Thoms de-a lungul carierei.
- Velosport na letnih Olimpiiskih igrah 1980 - git (mujcinî)[*]